# Chytonix rufescens
Chytonix rufescens là một loài bướm đêm trong họ Noctuidae.